# Rulla
En rulla är en förteckning över militär personal (eller hästar). Särskilt har man i Sverige använt detta ord, omväxlande med rangrulla, för att beteckna de årligen utkommande förteckningarna över officerare och civilmilitär personal vid armén respektive vid flottan. 
Den äldsta kända Svenska rullan är "Svea rikes krigsmagts anciennetets och rangrulla 1793", följd av en för 1795. 
Efter dem utkom "Arméens anciennitets och rangrulla för år 1806", 1807, 1813 och flera följande år till och med 1833.  
Från 1835 fanns rulla för de flesta år, kallad "Svenska arméns anciennitets tour-
och rangrulla" till 1873, "Svenska arméns rulla, innefattande officers- och civilpersonalen" till 1875, "Rullor över svenska krigsmagten till lands och sjös, innefattande officers- och civilpersonalen" till 1892 samt därefter "Svenska arméns rulla, innefattande officerare, civilmilitär personal av officers rang (tjänsteställning) och civilpersonal, jämte utdrag ur Svenska flottans rulla" fram till 1989. 
Svenska försvarsväsendets rulla utgavs mellan 1939 och 1989 av Försvarsdepartementet ISSN 0348-775X. Från 1989 bytte den namn till Svenska försvarets rulla ISSN 1100-7885 och utgavs 1995, 1997 och 1999. 
En rulla för 1684 gavs ut av O. Bergström under titeln "Rang och förteckningh uppå Kongl. May:tz. regementz, och comp. officerare till häst och foth Pro anno 1684" (1906). 
Rullorna utgör ett mycket värdefullt historiskt material.